# Marian Jantura
Marian Bolesław Jantura (ur. 20 marca 1933 w Tumiłowiczach, zm. 23 maja 2011 w Kielcach) – polski inżynier budownictwa i działacz państwowy, w latach 1987–1990 wicewojewoda kielecki.

## Życiorys
Z wykształcenia inżynier budownictwa: studia inżynierskie ukończył w 1956 na Wydziale Budownictwa Lądowego i Wodnego Politechniki Szczecińskiej, a magisterskie w 1971 na Wydziale Budownictwa Lądowego Politechniki Krakowskiej. Uzyskał uprawnienia budowlane w specjalności konstrukcyjno-inżynieryjnej i prace projektowe, został również rzeczoznawcą budowlanym i członkiem komisji ds. uprawnień budowlanych przy wojewodzie kieleckim i świętokrzyskim. Przez 26 lat był nauczycielem przedmiotów zawodowych w technikum budowlanym, a także nauczycielem akademickim na Politechnice Świętokrzyskiej.
W 1956 rozpoczął pracę w Kieleckim Przedsiębiorstwie Budownictwa Miejskiego, cztery lata później został tam wicedyrektorem ds. technicznych. Od 1964 naczelnik wydziału w Kieleckim Zjednoczeniu Budownictwa, później związany z PBP „Cementobudowa”, gdzie kierował budowami cementowni „Nowiny II”, a następnie – „Wierzbica II” oraz osiedla mieszkaniowego w Sitkówce-Nowinach. W późniejszych latach zajmował stanowiska wicedyrektora ds. produkcji w Kieleckim Przedsiębiorstwie Budownictwa Miejskiego (1974–1978), Biurze Projektów Budownictwa Wiejskiego (1978–1985) oraz w Rejonowej Dyrekcji Inwestycji (1985–1988). W latach 1988–1990 sprawował funkcję wicewojewody kieleckiego, odpowiedzialnego za budownictwa i przemysł materiałów budowlanych. W 1989 ubiegał się jako bezpartyjny o mandat w Sejmie w okręgu nr 42 (zajął przedostatnie, ósme miejsce).
W III RP związany z Przedsiębiorstwem Inwestycji i Budownictwa w Kielcach jako naczelny inżynier, pracował także na zagranicznych budowach w Niemczech i na Węgrzech. Wieloletni działacz Polskiego Związku Inżynierów i Techników Budownictwa (od 1969). Był przewodniczącym oddziału (1990–1993), wiceprezesem zarządu głównego (1996–2005) oraz przewodniczącym Świętokrzyskiej Okręgowej Izby Inżynierów Budownictwa (2003–2008).
Zmarł po dłuższej chorobie. Pochowany na cmentarzu parafialnym Nowym w Kielcach.

## Odznaczenia
Odznaczony m.in. Krzyżem Kawalerskim Orderu Odrodzenia Polski, Srebrnym i Złotym Krzyżem Zasługi, Złotą Odznaką honorową „Za zasługi dla gospodarki przestrzennej i gospodarki komunalnej” oraz Złotą Odznaką honorową „Zasłużony dla Budownictwa i Przemysłu Materiałów Budowlanych”. Wyróżniany odznakami Polskiego Związku Inżynierów i Techników Budownictwa, Polskiej Izby Inżynierów Budownictwa oraz Naczelnej Organizacji Technicznej.